# Santa Cruz del Islote
Santa Cruz del Islote ist eine künstliche Insel im Karibischen Meer rund 20 km nordwestlich der kolumbianischen Küste. Administrativ gehört die Insel zur Gemeinde Cartagena im Departamento de Bolívar. Der Name bedeutet wörtlich übersetzt Heiliges Kreuz vom Inselchen.

## Geographie
Die künstliche Insel gehört als kleinste Insel zum San-Bernardo-Archipel und liegt im Nordwesten des Archipels zwischen den beiden größten Inseln des Archipels, 345 Meter südwestlich von Tintinpán und gut einen Kilometer nordöstlich von Múcura. 
Sie ist nur etwa 1,2 Hektar groß und vollständig überbaut. In knapp 100 Gebäuden leben über 1200 Einwohner. Damit ist sie die am dichtesten besiedelte Insel der Erde, rechnerisch beträgt die Bevölkerungsdichte etwas über 100.000 Einwohner pro Quadratkilometer. Der Grund für die extrem hohe Bevölkerungsdichte ist die massive Stechmückenplage auf den benachbarten Inseln, weshalb die dortigen Bewohner nach Santa Cruz del Islote zogen.